# Lophoditta tuberculata
Lophoditta tuberculata är en fjärilsart som beskrevs av Herrich-Schäffer 1870. Lophoditta tuberculata ingår i släktet Lophoditta och familjen nattflyn. Inga underarter finns listade i Catalogue of Life.